# Coniogramme petelotii
Coniogramme petelotii là một loài thực vật có mạch trong họ Adiantaceae. Loài này được Tardieu miêu tả khoa học đầu tiên năm 1933.